# Ananteris venezuelensis
Espèce
Ananteris venezuelensis est une espèce de scorpions de la famille des Ananteridae.

## Distribution
Cette espèce se rencontre au Venezuela au Bolívar, au Guyana et au Brésil au Roraima.

## Systématique et taxinomie
Cette espèce a été décrite par González-Sponga en 1972.

## Étymologie
Son nom d'espèce, composé de venezuel[a] et du suffixe latin -ensis, « qui vit dans, qui habite », lui a été donné en référence au lieu de sa découverte, le Venezuela.

## Publication originale
- González-Sponga, 1972 : « Ananteris venezuelensis (Scorpionida: Buthidae) nueva especie de la guayana de Venezuela. » Memoria de la Sociedad de Ciencias Naturales La Salle, vol. 32, no 93, p. 205-214.